# 어밴던웨어

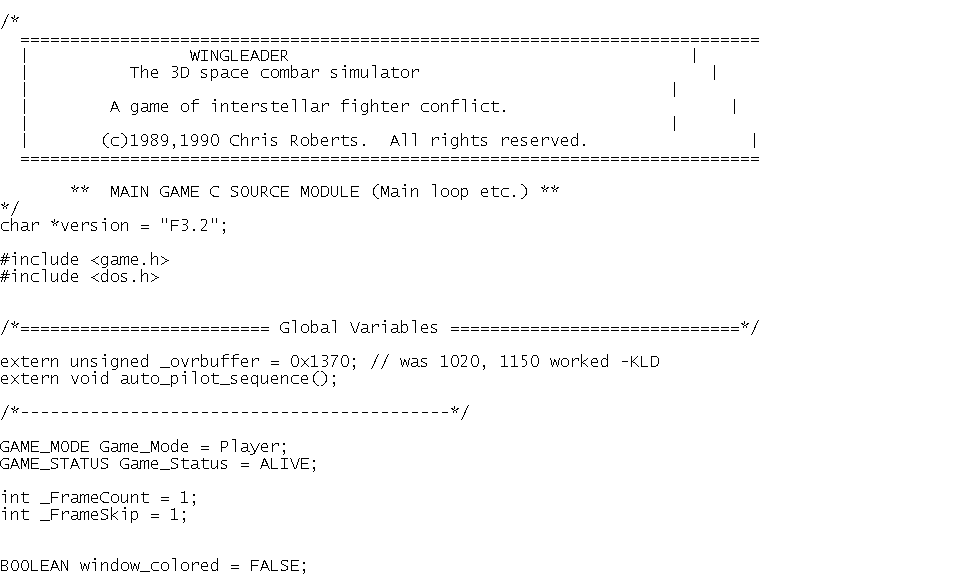

어밴던웨어(abandonware)는 "버림 받은 소프트웨어"라는 뜻으로, 더 이상 판매와 지원이 없거나 여러 가지 이유로 저작권 소유권이 불분명하여 개발이 중단된 제품이다. 어밴던웨어는 PC 게임, 오피스 제품군, 유틸리티 소프트웨어, 휴대 전화와 같은 컴퓨터 소프트웨어 및 컴퓨터로 처리된 물리적 기기를 가리킨다.
대부분의 경우 어밴던웨어로 분류된 소프트웨어는 퍼블릭 도메인에 속하지 않는다. 그 까닭은 원 저작권이 아직 폐기되지 않았거나 일부 회사나 개인이 예외적인 권리를 소유하고 있기 때문이다. 그러므로 이러한 소프트웨어를 공유하는 것은 저작권 침해로 간주된다. 다만 현실적으로 저작권 소유자들은 이러한 어밴던웨어의 저작권을 강경히 주장하는 일은 드문 편이다. 다만 이렇게 어밴던웨어의 저작권을 행사하지 않는 경우는 대부분 개인 용도로 소프트웨어를 사용하는 경우에만 해당한다.
어밴던웨어로 분류되던 소프트웨어가 해당 소프트웨어를 만든 기업에서 다시 지원과 판매를 시작하게 되면서 어밴던웨어에 해당되지 않게 되는 경우도 있다.

## 종류
어밴던웨어는 법적 또는 제도적으로 정해진 기준이 없다. 일반적으로 통용되는 기준이 몇 가지 있기는 하나 모두 자의적이고 가리키는 범위가 크며, 오래된 갖가지 소프트웨어를 함축한 것이다.
- 기업 자체는 존속하고 있으나, 판매나 지원이 종료된 상용 소프트웨어
- 해당 사업을 더 이상 하지 않는 기업이 소유한 상용 소프트웨어
- 기업에서 판권을 방기한 상용 소프트웨어(저작권을 방기하는 것과는 구별된다)
- 제작자가 지속적으로 이용할 수 있게 만든 셰어웨어
- 지원하지 않거나 관리되지 않는 셰어웨어
- 이미 버림 받은 오픈 소스 및 프리웨어 프로그램
- 저작권 만기로 단종된 프로그램 및 소프트웨어 또는 프리웨어

## 같이 보기
- 소프트웨어 고고학
- 소프트웨어 배포 생명 주기